# Lepidotrigla alata
Lepidotrigla alata és una espècie de peix pertanyent a la família dels tríglids.

## Descripció
- Fa 20 cm de llargària màxima.[5][6]

## Hàbitat
És un peix marí, demersal i de clima temperat, que viu entre 60 i 110 m de fondària.

## Distribució geogràfica
Es troba al Pacífic occidental: des del sud del Japó fins al mar de la Xina Meridional.

## Observacions
És inofensiu per als humans.